# Iglesia de San Martín (Vilech)

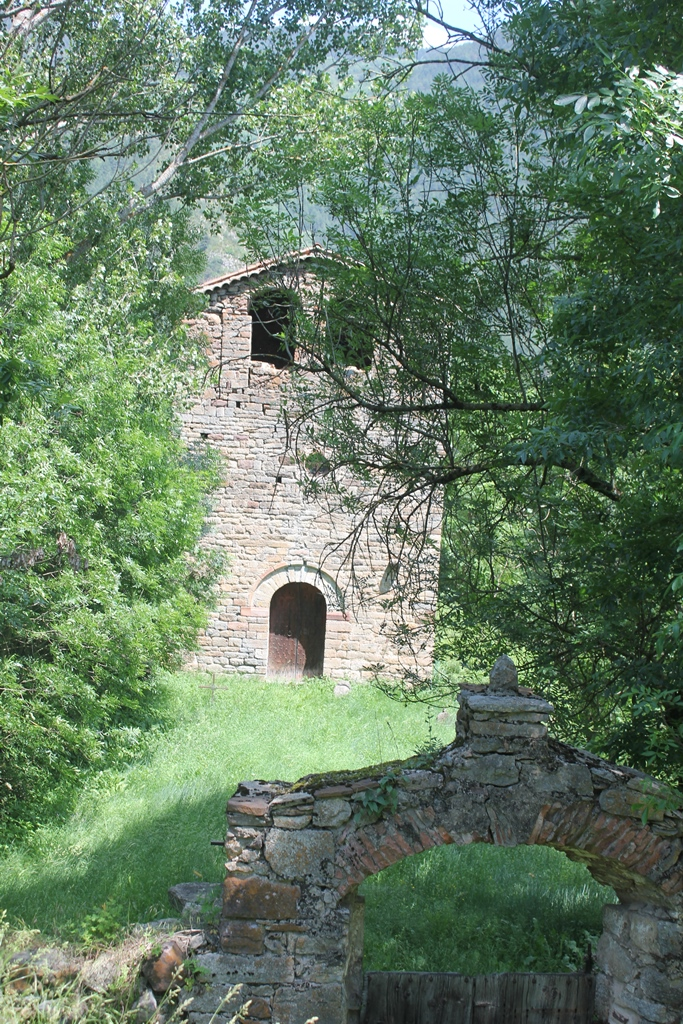
Iglesia de Sant Martí de Víllec

La iglesia de Sant Martí de Víllec se encuentra situada en la entidad de población de Vilech, perteneciente al municipio español de Montellá Martinet en la provincia de Lérida. Está mencionada por primera vez en un documento del año 1054.

## El edificio
Datada del siglo XIII, consta de nave única de gran longitud respecto a su anchura, cubierta con una bóveda de arco ligeramente apuntado y con un ábside central que presenta una ventana de arco de medio punto. Los muros de la nave son más gruesos en el último tramo por una construcción posterior, en la que además adosaron en ambos laterales tres arcos de medio punto para fortalecer los muros. A la izquierda de la entrada de la iglesia se encuentra la pila bautismal.
La portalada es de arco de medio punto y está realizada con dovelas bastante grandes y bien trabajadas, sobre la puerta existe un pequeño óculo descentrado de la misma. Con la misma anchura de la pared de la fachada se acaba en un campanario de espadaña bíforada.